# Powstanie Wata Tylera

Powstanie Wata Tylera – powstanie chłopów angielskich w 1381 pod wodzą Wata Tylera, które swoim zasięgiem objęło całą Anglię.
Bezpośrednim powodem wybuchu powstania było nałożenie podatku pogłównego, ponowne obarczenie chłopów pańszczyzną i ustalenie płacy wyrobników na niskim poziomie. Głębsze przyczyny to trudności gospodarcze i napięcia społeczne związane z wyzyskiem i niewolą chłopską,(które nasiliły się jeszcze bardziej przez epidemie dżumy) niezadowolenie z rządów, wzrost kosztów wojny stuletniej, popularność radykalnych haseł społecznych głoszonych przez wędrownych kaznodziejów przede wszystkim Johna Balla potępiających bogactwo Kościoła, nędzę ludu i rozpasanie panów. Ball opierający się na naukach Johna Wycliffa nazywany był szalonym księdzem z Kentu.
Do wybuchu powstania doszło w jednej ze wsi w Esseksie skąd został wyrzucony zbyt gorliwy poborca podatkowy. Następnie chłopi z Esseksu pod wodzą Jacka Strawa i chłopi z Kentu pod wodzą Wata Tylera ruszyli na Londyn. Wkrótce powstanie rozprzestrzeniło się na całą Anglię. Atakowano dwory i miasta, palono rejestry podatkowe, zabijano szlachtę i urzędników. Słuchano kazań Lollardów wzywających do stworzenia Królestwa Bożego na ziemi opartego na powszechnej równości. W Londynie spalony został pałac Jana z Gandawy.
Powstańcy spotkali się z królem Ryszardem II, od którego uzyskali przebaczenie i obietnice pomocy. W czasie drugiego spotkania z królem na którym Wat Tyler zażądał zniesienia stanów i wszelkiej nierówności społecznej oraz sekularyzacji majątków kościelnych został zamordowany przez burmistrza Londynu, a król odwołał wcześniejsze przyrzeczenia. Powstanie chłopskie pozbawione przywódcy zostało stłumione a nadane przywileje (zniesienie poddaństwa i części podatków) odwołano.